# 建边农场
建边农场是一个位于中华人民共和国黑龙江省黑河市嫩江市的农场，亦是黑龙江省农垦九三管理局所属的一个农场。
建边农场始建于1969年，场名取“建设边疆”之意，隔嫩江与内蒙古相望。总面积798平方公里，总人口9177人。农场下设三个管理区、一个作业站、一个畜牧养殖区。

## 行政区划
建边农场下辖以下单位：
建边场直社区、建边农场第一管理区、建边农场第二管理区、建边农场第三管理区、建边农场第四管理区和建边农场第五管理区。